# Castianeira albomaculata
Castianeira albomaculata là một loài nhện trong họ Corinnidae.
Loài này thuộc chi Castianeira. Castianeira albomaculata được Lucien Berland miêu tả năm 1922.